# Europsko prvenstvo u košarci – Finska 1967.
Europsko prvenstvo u košarci 1967. godine održalo se u Finskoj od 28. rujna do 8. listopada 1967. godine.
Hrvatski igrači koji su igrali za reprezentaciju Jugoslavije: Krešimir Ćosić, Josip Đerđa, Petar Skansi, Rato Tvrdić, Nemanja Đurić i Dragan Kovačić.